# Kätlin Aas
Kätlin Aas, född den 26 december 1992, är en estländsk fotomodell. Hon har jobbat för Unique, Christopher Kane, Giles, Prada, Jaeger London, Miu Miu och Armand Basi.